# Cepokolimo
Cepokolimo is een bestuurslaag in het regentschap Mojokerto van de provincie Oost-Java, Indonesië. Cepokolimo telt 2928 inwoners (volkstelling 2010).